# Белафонте, Шари
Шари Белафо́нте (англ. Shari Belafonte; род. 22 сентября 1954, Нью-Йорк, Нью-Йорк) — американская актриса, певица и бывшая модель. Дочь Гарри Белафонте.

## Биография
Белафонте родилась в Нью-Йорке и будучи подростком начала карьеру фотомодели. В 1976 году она окончила Университет Карнеги — Меллон со степенью бакалавра изобразительных искусств. В 1982 году она дебютировала как актриса, с основной ролью в канадском кинофильме «Если бы ты мог видеть то, что я слышу», а в последующие годы была наиболее заметна на телевидении.
Наибольшей известности Белафонте добилась благодаря регулярной роли в сериале ABC «Отель», где она снималась с 1983 по 1988 год. В 1991—1993 годах она исполняла ведущую роль в синдицированном сериале «По ту сторону реальности», а в последующие годы появлялась в малых проектах. В последние годы она была заметна благодаря гостевым ролям в сериалах «Части тела» и «Больница Майами». В сентябре 2000 года, в 46-летнем возрасте, Белафонте позировала обнажённой для журнала Playboy.
С 1989 года Белафонте замужем за актёром Сэмом Беренсом. В 1977—1988 годах она состояла в браке с продюсером Робертом Харпером.